# 冲绳双盖蕨
冲绳双盖蕨（学名：Diplazium virescens var. okinawaense）也称冲绳短肠蕨，为蹄盖蕨科双盖蕨属下的一个变种。